# 芹壁境天后宮
芹壁境天后宮，又稱芹壁天后宮，是一間主祀天上聖母（媽祖）與鐵甲元帥（蛙神）的廟宇，位於中華民國福建省連江縣北竿鄉芹壁村，是當地居民的信仰、人文及聚落中心，後於2017年6月1日公告為縣定古蹟。

## 沿革
芹壁境天后宮約1873年(清同治十二年)創立，由長樂鶴上玉溪陳氏家族各房祖子孫共同籌經費公建，於大門內側壁堵上嵌著一座｢公建天后宮碑」以記載之重要文獻使用，也因應居民需要而將各神明聚集一宮，後天后宮曾經過多次翻修。
戰地政務期間，天后宮右側新建頂芹壁村辦公室，村辦公室、天后宮及大王宮初期作為教室使用。後1979年(民國68年)，由當地籌建委員陳天官發起集資80餘萬元，並由時任北高指揮部指揮官丁之發派遣擎天八O六二工兵部隊協助建造，塑石獅、雕八仙木雕、八將壁畫相贈等作品。
2001年後，村辦公室撤出作為「碧蛙館」使用。2005年，芹壁天后宮與宜蘭南方澳南天宮結緣，同年9月14日金媽祖正式分靈芹壁天后宮。2017年，連江縣政府將芹壁天后宮登錄為縣定古蹟，後於2020年啟動修復再利用計畫，修復以更新修繕現有設施。

## 建築
芹壁天后宮為閩東式建築，花崗石砌造，除設立火山牆加仿牌樓式大門立面，尚有歇山式屋頂加上屋角「翹飛椽」的設計。兩側壁堵上彩繪八將，廟內柱楹聯云：「聖稱無極居太上以遍三千，尊上立穹步虛清而登九五」、「廟貌巍峨地靈人傑、神功浩蕩物阜民豐」。廟左側建有一偏殿，供奉神格位階略低的「本境大王」，為專管芹壁聚落的地頭神。天后宮正殿立面左右兩側的屋簷處裝飾「安四海」、「樂昇平」等裝飾，具有天下太平之意。

## 祀神
天后宮的主神為天上聖母，陪祀鐵甲元帥（蛙神）、臨水三夫人（陳、李、林）、威武陳元帥、通天府顯靈官馬元帥、通天府二郎神、七爺八爺等。該廟主要的祭祀活動為每年元宵節期間，農歷正月十三日晚上的擺暝祭典、以及農曆二月二十二日鐵甲元帥聖誕祭典。 
鐵甲元帥為芹壁村當地特色信仰，的來歷可遠溯自閩越時代的蛙崇拜，漢人未到福建前，閩越族因發現青蛙鼓著鳴囊叫聲為預告雷雨來臨，有充沛的雨水就能灌溉稻秧。因此，依照經驗法則認為青蛙具有呼風喚雨的本領，因此對青蛙加以崇拜。而在福州話中，「蛙」與「甲」音相近，又因蛙的膚色為鐵黑色緣故尊奉為鐵甲將軍。2002年，芹壁天后宮的鐵甲將軍升格為鐵甲元帥。

## 外部連結
- 芹壁境天后宮- 文化部文化資產局 （页面存档备份，存于）
- 北竿芹壁天后宮公建石碑 - 國家文化記憶庫 （页面存档备份，存于）